# Gornje Gnojnice
 Ovo je glavno značenje pojma Gornje Gnojnice. Za naseljeno mjesto u gradu Mostaru pogledajte Gnojnice (Mostar, BiH).
Gornje Gnojnice je naselje u Republici Hrvatskoj, u sastavu Općine Cetingrad, Karlovačka županija. 

## Stanovništvo
Prema popisu stanovništva iz 2001. godine, naselje je imalo 47 stanovnika te 17 obiteljskih kućanstava.
| broj stanovnika |       |       |       |       |       |       |       |       |       |       |       |       |       |       | 47    | 28    | 19    |
|                 | 1857. | 1869. | 1880. | 1890. | 1900. | 1910. | 1921. | 1931. | 1948. | 1953. | 1961. | 1971. | 1981. | 1991. | 2001. | 2011. | 2021. |